# نبرد کرت
نبرد کرت نبردی در جنگ جهانی دوم بود که در صبح روز ۲۰ می سال ۱۹۴۱ با حمله هوایی ورماخت به جزیره کرت در یونان و با اسم رمز عملیات مرکور شروع شد و در نهایت پس از ۱۱ روز به تصرف این جزیره توسط آلمانی‌ها انجامید.